# Catherine Brechkovski
Catherine Brechkovski (de son vrai nom Yekaterina Konstantinovna Brechko-Brechkovskaya, en russe : Екатерина Константиновна Брешко-Брешковская), née le 13 janvier 1844 à Ivanovo, dans le gouvernement de Vitebsk et morte le 12 septembre 1934  en Tchécoslovaquie, est une socialiste russe, surnommée la « grand-mère de la révolution ».

## Biographie
Née dans la famille noble des Verigo, elle passe son enfance et adolescence aux côtés de ses frères Nicolai et Vasili. Elle termine sans difficultés le lycée pour jeunes filles et aide son père dans son entreprise de libération des paysans, en créant des écoles et des bibliothèques. En 1868, elle épouse un propriétaire terrien du nom de Brechkovski. 
En 1873, à Kiev, elle rejoint un groupe de jeunes intellectuels anarchistes où elle fait rapidement impression et se rapproche d’un rassemblement dont l’un des leaders se trouve être le révolutionnaire Nikolaï Tchaïkovski.
A l’automne 1873, elle part pour un an à Saint-Pétersbourg. Sur place elle fait connaître son groupe des Tchaikovskiens et établit le contact avec d’autres associations révolutionnaires ce qui la conduit en 1874 à faire également partie du groupe des marcheurs. Avec ses camarades elle visite les comtés ruraux de plusieurs régions, notamment autour de Kiev et Kherson. 
En Septembre 1874, elle est arrêtée et envoyée de prisons en prisons. 
En 1875, dans l’attente de son procès, elle se retrouve en détention à Saint-Pétersbourg ; l'année suivante, elle est enfermée dans la forteresse saint-pétersbourgeoise « Pierre et Paul ».
A l’issue de son jugement, elle est condamnée à cinq années de travaux forcés mais, ayant passé trois ans de sa vie en détention, elle n’aura que six mois de plus à supporter en prison. 
En 1878, elle est de nouveau arrêtée mais elle organisera une évasion avec ses camarades Tyuchev, Livnyov et Chamarin. Malheureusement, ils seront rattrapés et elle sera condamnée à quatre années de travaux forcés. La peine ne sera cependant pas exécutée.
En 1891, elle devra vivre en Sibérie et s'installera alors à Irkoutsk de 1892 à 1896 où elle travaillera pour le journal « Eastern Review. Ensuite elle déménagera pour Tomsk puis s’installera à Tobolsk. 
Du fait du couronnement de Nicolas II, elle bénéficiera d’une amnistie en 1896 et sera libérée de son exil en Sibérie. Elle restera cependant dans l’illégalité jusqu’en 1903 puisque son but était de propager les idées révolutionnaires dans la classe paysanne. 
Elle vivra à Moscou, puis à Minsk où son jeune frère Vasili (Basile), juge de profession, la prendra sous son aile en lui permettant de travailler à ses côtés. C’est à ce moment-là que Catherine participe activement à la création du parti ouvrier de la libération politique de Russie devenant également l’une des organisatrices du parti socialiste révolutionnaire. Elle réalise alors que malgré la détérioration de la situation économique les paysans sont plus instruits et plus impliqués dans la vie politique que par le passé. 
Catherine n’hésite pas à soutenir des méthodes d'actions violentes et fait la connaissance en 1902 de révolutionnaires acharnés tels que Savinkov, Kaliayev et Sozonov. Les menaces d’arrestations planent de nouveau sur elle, ainsi elle s’exila à l’étranger en commençant par la Suisse. 
En octobre 1904, elle et son camarade de lutte Zhitlovsky font un voyage aux États-Unis dans le seul but d’expliquer la position des révolutionnaires russes et de familiariser ainsi la population américaine sur la situation en Russie et les solutions qu’ils proposent pour y remédier. 
Elle rentre en Russie en 1905 et continue de s’impliquer dans des activités révolutionnaires. Elle participe avec Viktor Tchernov à la conférence de Genève de 1905, comme déléguée du Parti socialiste révolutionnaire. Catherine sera de nouveau condamnée à l’exil et restera dans cette situation jusqu’en février 1917. Après la révolution de Février 1917, elle rentre en Russie, en tant qu'ancienne opposante politique de l'Empire russe et elle devient un des soutiens du gouvernement provisoire Kerenski. 
Elle se présente aux élections nationales prévues par le pouvoir bolchevik du 12/25 novembre 1917 afin d'être députée au sein de l'Assemblée constituante russe et elle est élue du PSR : mais cette Assemblée ne compte que 168 députés bolcheviks sur un total de 703 membres. Cette Assemblée constituante russe aura une durée de vie la plus courte de l'Histoire, en tant qu'assemblée librement élue, d'une durée de 17 heures, les 5/18 et 6/19 janvier 1918 : elle est dissoute par un décret pris par le président du Conseil des commissaires du peuple, Lénine, le 6/19 janvier 1918. Elle est cependant l'une des premières femmes parlementaires de l'histoire du pays.
Elle fut forcée de quitter la Russie, du fait de son soutien passé à l'ancien gouvernement et se résout en 1918 à organiser son départ pour le Japon. Puis du Japon, elle vécut aux États-Unis, puis en France, puis en Tchécoslovaquie. Jusqu’à sa mort en 1934, elle ne se résoudra jamais à vivre une vie sans engagement politique et social. 
Le président de la Tchécoslovaquie Tomáš Masaryk enverra une couronne de fleurs à l’enterrement de Catherine.